# Sufetula (bướm đêm)
Sufetula là một chi bướm đêm thuộc họ Crambidae.

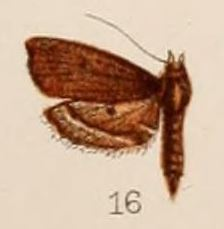
Sufetula nitidalis

## Các loài
- Sufetula alychnopa (Turner, 1908)
- Sufetula anania Solis, Hayden, Sanabria, Gonzalez, Ujueta & Gulbronson, 2019 (from Costa Rica)
- Sufetula bilinealis Hampson, 1912
- Sufetula brunnealis Hampson, 1917
- Sufetula carbonalis Hayden, 2013
- Sufetula chagosalis (T. B. Fletcher, 1910) (from Chagos)
- Sufetula choreutalis (Snellen, 1879)
- Sufetula cyanolepis Hampson, 1912
- Sufetula diminutalis (Walker, 1866) (from North America)
- Sufetula dulcinalis (Snellen, 1899)
- Sufetula grumalis Schaus, 1920
- Sufetula hemiophthalma (Meyrick, 1884)
- Sufetula hypocharopa Dyar, 1914
- Sufetula hypochiralis Dyar, 1914
- Sufetula macropalpia Hampson, 1899
- Sufetula melanophthalma E. Hering, 1901
- Sufetula minimalis T. B. Fletcher, 1910 (from Seychelles)
- Sufetula minuscula Inoue, 1996
- Sufetula nigrescens Hampson, 1912 (from Africa and Madagascar)
- Sufetula nitidalis Hampson, 1908 (from India)
- Sufetula obliquistrialis Hampson, 1912
- Sufetula polystrialis Hampson, 1912
- Sufetula pygmaea Hampson, 1912
- Sufetula rectifascialis Hampson, 1896 (from Sri Lanka)
- Sufetula sacchari (Seín, 1930)
- Sufetula sufetuloides (Hampson, 1917) (from Nigeria and Sierra Leone)
- Sufetula sunidesalis Walker, 1859 (from Sri Lanka)
- Sufetula sythoffi (Snellen, 1899)
- Sufetula trichophysetis Hampson, 1912 (from Ghana)